# Šarabutdin Magomedov
Šarabutdin Magomedovič Magomedov (in russo Шарабутдин Магомедович Магомедов?; Makhachkala, 16 maggio 1994) è un artista marziale misto e thaiboxer russo.
Combatte per la promotion statunitense Ultimate Fighting Championship (UFC) nella categoria dei pesi medi. È il contendente numero 24 nella graduatoria dei pesi medi UFC.

## Biografia
Magomedov nasce a Makhachkala, nella repubblica del Dagestan, in Russia. Dopo aver iniziato a giocare a calcio, si interessa invece alle arti marziali e decide di intraprendere il pugilato. Si trasferisce poi a Mosca, dove passa alla Muay Thai, ottenendo un record di 18 vittorie e 2 sconfitte e vincendo anche un campionato russo. Durante un allenamento, subisce una grave lesione all'occhio sinistro. Nonostante diversi interventi, la lesione è peggiorata nel corso del tempo, compromettendogli definitivamente la vista da quest'occhio.

## Carriera nelle arti marziali miste

### Gli inizi (2017-2022)
Nonostante il grande successo nella Muay Thai, la paga troppo bassa e l'accrescere dei costi, lo costringono a passare alle arti marziali miste. Inizia a combattere per diverse organizzazioni in Asia, accumulando un record di 11 vittorie e 0 sconfitte. Riesce così ad ottenere un contratto nella UFC.

### UFC (2023-presente)
Magomedov fa il suo debutto nell'ottobre del 2023 all'evento UFC 294, sconfiggendo il brasiliano Bruno Silva. Subisce la sua prima sconfitta nelle arti marziali miste contro Michael Page all'evento UFC Fight Night 250.